# Хормозд Џадуји
Хормозд Џадуји je био  сасанидски заповедник који је познат по учешћу у бици код Фираза током арапске инвазије на Иран, што је резултирало византијско-сасанидским поразом. Према Ел Табарију, Хормоздова војска се током битке састојала  од "чувара пилића и пастира који су чували свиње". Хормозд је можда био отац истакнутог сасанидског генерала Бамана Џадуија, који је 634. године већ евидентиран као старац. Тако је Хормозд вероватно био старац током битке код Фираза.